# Tanlarghin
Tanlarghin est une localité située dans le département de Saaba de la province du Kadiogo dans la région Centre au Burkina Faso. En 2006, cette localité comptait 2 485 habitants dont 52,3 % de femmes.

## Santé et éducation
Tanlarghin accueille un centre de santé et de promotion sociale (CSPS) tandis que le centre médical d'importance le plus proche est le centre hospitalo-universitaire (CHU) du pays qui se trouve dans le quartier de Bogodogo à Ouagadougou.